# 텔 미 썸딩
"텔 미 썸딩"(Tell Me Something)은 대한민국의 스릴러 영화이다. 1999년 11월 13일에 개봉되었다.

## 줄거리
세기말의 서울. 두 건의 살인사건이 발생한다. 사체는 잔인하고 정교하게 토막나 있으며 첫번째 사체에는 팔이, 두번째 사체에는 몸통이 유실된 상태다. 특별수사반이 꾸려지고 조형사(한석규)가 사건을 맡지만 수사에는 전혀 진척이 없다. 범인이 남긴 유일한 단서는 사체 절단의 정교함에서 유추할 수 있는 의학적 지식과 사체토막에서 발견된 방부제 헥사메딘. 범인은 사체의 일부분을 방부처리하여 수집하고 있는 것이다. 이 살인과 사체 수집의 목적은 무엇인가. 며칠 뒤 조형사를 비웃듯 나타나는 세번째 사체. 다행히 이번 희생자는 혈우병자로 희생자 신원파악에 성공한다. 희생자의 애인인 여자를 만나면서 알게 된 놀라운 사실. 세 희생자는 모두 그녀의 과거 혹은 현재의 애인이었다. 비로소 풀린 하나의 실마리. 이제 사건은 그녀를 중심으로 한 연쇄 살인사건으로 재규정되지만 조형사에게 새로운 의문이 파고든다. 그녀의 이름은 채수연(심은하). 프랑스 유학 후 박물관 유물복원실에서 일하는 미모의 재원이다. 수사망에 포착된 그녀의 주변인물들은 화가인 아버지, 대학동기이자 박물관 동료인 기연(유준상), 친구 승민(염정아) 정도. 유력한 용의자는 기연이다. 오랫동안 수연에게 흠모해왔고 해부학을 공부한 적도 있는 인물. 결정적 단서인 그의 헥사메딘 구입사실이 드러나면서 수사진은 기연을 연행한다. 하지만 취조 도중 수연이 누군가로부터 습격받는 사건이 발생하고 풀려난 기연은 종적을 감춘다. 그는 다음 날 새벽, 고속도로에서 발견되었다. 도로 위 선혈이 낭자한 채 흩어져 있는 사체조각으로 돌아온 것이다. 양팔과 다리,몸통, 그리고 심장. 이제 범인은 머리를 제외한 4개의 시체토막을 가지고 있다. 수연은 자신을 둘러싸고 벌어지는 사건 앞에서 두려움에 휩싸여 있다. 수연과의 거듭되는 만남속에서 조금씩 수연에 대한 연민이 쌓여갈 무렵 조형사를 다섯번째 희생자로 예고하는 범인. 유일한 단서인 여자의 기억, 이제 그 기억을 여는 잔혹한 대화가 시작된다.

## 출연

### 주인공
- 한석규 : 조 형사
- 심은하 : 채수연

### 주변 인물
- 장항선 : 오 형사
- 염정아 : 오승민
- 안석환 : 구 검사
- 유준상 : 김기연

### 그 외 인물
- 김정학 : 이 형사
- 박철호 : 유 과장
- 이환준 : 김 형사
- 권태원 : 채용훈
- 이대로 : 경찰서장
- 하덕부 : 감찰관 1
- 이의선 : 감찰관 2
- 김현철 : 경찰 1
- 김상철 : 경찰 2
- 고명필 : 경찰 3
- 홍성곤 : 경찰 4
- 최우정 : 잠복 형사
- 송광수 : 도청 형사
- 임우식 : 제복 경관
- 박정미 : 박물관 동료 1
- 맹봉학 : 박물관 동료 2
- 한윤희 : 박물관 동료 3
- 문상윤 : 소년 형
- 김지민 : 소년 동생
- 김용환 : 서우진
- 이가원 : 권중현
- 허정규 : 박현승
- 최수미 : 엘리베이터 경악녀 1
- 변신호 : 엘리베이터 경악녀 2
- 조성철 : 엘리베이터 경악남
- 안준 : 엘리베이터 아이 1
- 박준화 : 엘리베이터 아이 2
- 이영은 : 고수부지 조깅남
- 곽은태 : 원무 과장
- 길은혜 : 어린 수연
- 김선환 : 어린 승민
- 권남희 : 수연 모
- 이엘리 : 서우진 약혼녀
- 장세훈 : 화랑 주인
- 김양우 : 장물아비
- 이근우 : 화방 주인
- 강희성 : 화방 청년
- 주효만 : 동진화랑 주인
- 안치호 : 청계천 상가 종업원
- 조승연 : 대학 동창 1
- 우승림 : 대학 동창 2
- 한영수 : 대학 동창 3
- 정재욱 : 비행기 안 남

## 제작진
- 감독 : 장윤현
- 조감독 : 이영은
- 연출부 : 임우석, 채윤석, 박재형
- 스크립터 : 임경인
- 각본 : 공수창, 인은아, 심혜원, 김은정, 장윤현
- 원작 : 구본한
- 촬영 : 김성복
- 촬영부 : 윤홍식, 김태성, 조봉환, 김송민, 서상현, 김남균, 홍승혁, 신동민
- 조명 : 임재영
- 조명부 : 이성환, 김은미, 오규봉, 추수호, 이순재, 차상균, 박해리, 옹경애, 추수일, 김경배, 양요한
- 스틸 : 권성태
- 기획 : 최귀덕
- 제작 : 구본한, 장윤현
- 제작실장 : 김영운
- 제작부장 : 양혜정
- 제작부 : 노진수, 황현정, 김용한, 유재형, 류훈, 박명순
- 제작관리부문 : 권병균, 유인자
- 동시녹음 : 김동의
- 동시녹음부 : 강봉성, 오성진, 양지호, 박위석, 박상언
- 음향 : 강대성
- 음악 : 조영욱, 방준석
- 미술 : 정구호
- 미술팀 : 김진철, 홍재선
- 소품 : 장춘섭, 최현진, 김성환, 오영두
- 특수분장 : 신재호, 비행선, 미술공방
- 특수장비 : 김치성, 김학수, 정재호, 성하영
- 특수효과 : 김태용
- 특수효과팀 : 정현철, 이호민, 김정훈, 황선철, 이민혁
- 시각효과 : 강종익, 손승현
- 특수분장팀 : 손삼주, 박재현, 김재동, 홍미란, 이대준
- 분장 : 김선진
- 편집 : 김상범
- 편집보 : 김재범
- 네가편집 : 이도원
- 사운드 수퍼바이저 : 김석원
- 사운드 이펙트 : 김창섭, 유재광, 이성민
- 마케팅 : 서지영, 권민경
- 현상 : 세방현상소
- 색보정 : 심충섭
- 메이킹 : 코엔
- 카메라2 감독 : 황서식, 문용식
- 카메카2 촬영부 : 조용현, 나승룡, 최태춘, 임창환
- 스테디캠 : 김석진
- 스테디캠 촬영부 : 오재호, 추경엽
- 의상팀 : 김희주, 장윤정, 함현주
- 분장·헤어팀 : 박지윤, 최현정, 최석현
- 편곡 : 방준석
- Foley : 홍윤성, 김학준
- Dialouge : 이준호, 김윤겸, 김태하
- 특수장비 : 김치성, 김학수, 정재호, 성하영
- 스턴트 : 전문식, 전상준, 서범식, 김민수
- 발전차·탑차 : 홍기호
- 수송 : 신순식, 정진우, 한종선
- 캐스트 : MTM
- 광고사진 : 오형근
- 광고디자인 : 나무디자인
- 웹디자인 : 이라인
- 영상홍보물 : 토픽스 (Topix)
- 관리책임 : 권병균, 유인자
- 카메라 : 신영필름
- 필름 : 홍성곤
- 자막 : 주광동
- 옵티컬 : 이마지카 현상소

## 관련 영화사
- 시네마 서비스 (배급사)
- 쿠앤씨필름 (제작사)
- 이십세기 폭스 코리아, 국민기술금융 (투자사)

## 사운드 트랙
1999년 11월에 발매된 텔 미 썸딩 OST는 방준석, 엔야, 팔레스 보, 닉 케이브 & 더 베드 시즈, 마리스 얀손스가 참여하였다.
1. Murder Ballad (Ver.1) - 방준석
2. Tell Me Something - 방준석
3. In A Lovely Place - 방준석
4. Boadicea - Enya
5. Murder Ballad (Ver.2) - 방준석
6. Crawl - Placebo
7. Johann Sebastian Bach Fugue BWV 569 G Minor - 방준석
8. Felix Mendelssohn Songs Without Words, Op. 19 No.6 - 방준석
9. Magical Mystery Tour - 방준석
10. 용의자 - 방준석
11. 언더커버 - 방준석
12. 추적 - 방준석
13. Out of The Past - 방준석
14. Tell Him - 방준석
15. Red Right Hand - 닉 케이브 & 더 베드 시즈
16. Untitled - 방준석
17. Dmitri Shosatakoovich Jazz Suit No.2 - Ⅳ Waltz Ⅱ - 마리스 얀손스